# Ursula Eggli
Ursula Eggli (* 16. November 1944 in Dachsen; † 2. Mai 2008 in Bern) war eine Schweizer Schriftstellerin und Aktivistin der Behindertenbewegung.

## Leben
Ursula Eggli hatte Muskelschwund, besuchte eine Heimschule und war daher von Kindheit an auf den Rollstuhl und ähnliche Hilfsmittel angewiesen.
Im Jahr 1977 erschien Egglis erstes Buch mit dem Titel Herz im Korsett, dem ein unerwarteter Erfolg im gesamten deutschsprachigen Raum beschieden war (2002 erschien es zudem in einer polnischen Übersetzung). In dem autobiographischen Tagebuch wurden erstmals öffentlich Liebe und Sexualität bei behinderten Menschen – oft als asexuelle Wesen betrachtet – thematisiert. Offen sprach die reformierte Ursula Eggli von ihren Gefühlen und Empfindungen als Frau, die ihre Sexualität leben wollte und an enge Grenzen stiess, und lieferte damit Anstösse zur Diskussion und zum Umdenken in der Gesellschaft. Herz im Korsett wird noch heute von vielen als ein Meilenstein in der Geschichte der Behinderten- und in der Frauenbewegung angesehen. Sie veröffentlichte weitere Bücher – die meisten davon im Eigenverlag –, dazu zahlreiche Beiträge in Zeitschriften und Anthologien. Sie konnte allerdings nicht an den Erfolg ihres ersten Buches anknüpfen.
Ursula Eggli war innerhalb der Behindertenbewegung sehr aktiv: Sie beteiligte sich beispielsweise an Demonstrationen, wirkte in Arbeitsgruppen mit, hielt Vorträge, gab Kurse oder verfasste Beiträge für Behindertenzeitschriften. Sie gründete den Club Behinderter und ihre Freunde und mit Puls eine eigene „Zeitung von und für Behinderte und Nichtbehinderte“.
Sie war mit Rita Hubrich zudem Gründerin des Riurs-Verlags.
Außerdem entdeckte Eggli ihre lesbische Neigung und engagierte sich in der Folge auch in der Lesben- und Schwulenbewegung. Der mehrfach preisgekrönte Dokumentarfilm Behinderte Liebe (erstmals an den Solothurner Filmtagen 1979 aufgeführt), in dem Eggli maßgeblich mitwirkte, hatte die Sexualität behinderter Menschen zum Thema.
Ursula Eggli starb am  2. Mai 2008 im Alter von 63 Jahren in ihrem Wohnort Bern.

## Auszeichnung
1985 erhielt Eggli den Förderpreis der Stadt Bern.

## Werke

### Bücher
- Herz im Korsett. Tagebuch einer Behinderten. Zytglogge Verlag, Gümligen 1977; 12. A. ebd. 2001, ISBN 3-7296-0351-5
- Freakland. Ein Aufhängebuch. St. Arbogast-Verlag, Muttenz 1979
  - Erweiterte Neuauflage als: Freakgeschichten für Kinder und Erwachsene. Riurs (Selbstverlag), Bern 1983
- Es Chind. Es ussergwöhnlichs Wienechtsspiel für kritisch igschtellti Jugendlichi (mit Adolf Winiger). St. Arbogast Muttenz 1980
- Fortschritt im Grimmsland. Ein Märchen für Mädchen und Frauen. Riurs, Bern 1982
- Die Blütenhexe und der blaue Rauch. Ein modernes Märchen. Riurs, Bern 1984
- Die Zärtlichkeit des Sonntagsbratens. Geschichten einer Familie (mit Christoph und Daniel Eggli). Zytglogge, Gümligen 1986, ISBN 3-7296-0230-6
- Sammelbammel und Rollstuhlräder. Kinderroman (mit Hagen Stieper). Zytglogge, Gümligen 1987
- Märchen und Geschichten über Geschichten. Riurs, Bern 1988
- Kassandra-Rufe. Bund-Kolumnen. Riurs, Bern 1989
- Jürg von Spreitenbach. Roman. Edition Erpf, Münchwilen 1993
- Ralph und Luc im Freakland. Wo Behindertensein normal ist (mit Rolf Imbach). Vereinigung Cerebral Schweiz, Solothurn 1998, ISBN 3-9521126-2-3
- Elen-ohr. 31 Elefantengeschichten. Riurs, Bern 2001
- Das WG-Jahr mit Samuel oder: Merry Christmas. Verein für Kultur und Lebenshilfe Bitterfeld, Friedersdorf 2000
- Ein Hallo aus der Glasglocke. Briefe über Grenzen (mit Pia Schmidt). AG-SPAK-Bücher, Neu-Ulm 2004, ISBN 3-930830-47-7
- Schneeweisschen ganz cool oder Frösche stressen. Riurs, Bern 2004

### Theaterstücke
- Herz im Korsett
- Das Kind, bearb. v. Adolf Winiger. UA: St. Arbogast
- Songtexte zum Jugendmusical Rock’n Tell, 1991

### Hörspiele
- D’Anita chunnt (mit Beat Weber)
- S Lichemahl (mit Jakob Gillmann und Peter Fahr)
- Die Abenteuer von Elenor. 30 Kurzhörspiele im „Chinderclub“. Schweizer Radio DRS 1992/93

### Film
- Behinderte Liebe (Darstellerin, Mitarbeit am Exposé). Regie: Marlies Graf. 16mm, 4:3, 120 Min., Zürich 1979
- Seiltänzer (Darstellerin). Dokumentarfilm von Annette Palzer, Tula Roy und Christoph Wirsing. Zürich 2006